# Христианство в Грузии
Сегодня 90,6 % населения Грузии исповедует христианство, большинство из них являются приверженцами Грузинской Православной Церкви, 4,9 % Армянской Апостольской Церкви и 1 % римско-католической церкви.

## История
Христианство в Грузии имеет древние корни, связанные с приходом Апостола Андрея Первозванного и Симона Кананита, которые, по местной традиции, впервые проповедовали христианство на западе Грузии. Несмотря на наличие христианских общин в Грузии в I века нашей эры, христианство не было провозглашено официальной религией до приблизительно 326 года, когда Святая Нина обратила к христианству царя Мириана и царицу Нану.
По просьбе царя Мириана в 326 году византийский император Константин I Великий для крещения царя, его семьи и народа, прислал духовных лиц под руководством епископа Иоанна. До приезда духовных лиц, в Мцхета, там где покоился хитон Господен, началось строительство церкви, которая стала центром духовной жизни грузинской нации. Здесь находится кафедральный храм в честь 12 апостолов — Светицховели.
После официального принятия христианства, император Константин и императрица Елена прислали в Грузию часть Животворящего креста и доску, на которой во время распятия стоял Господь, также и икону Спасителя.
«Обращение Грузии» и «Жизнь Вахтанга Горгасала» приписывают введение должности католикоса и приобретение церковной независимости для Грузинской Церкви царю Вахтангу I Горгасале.
С середины VI века назначенные для руководства Грузинской Церковью католикосы уже не отправлялись из Константинополя или Антиохии, а выбирались из местных жителей Грузии. Церковь Лазики с митрополитом в Фасисе оставалась под влиянием Константинополя до VIII века, прежде чем быть включенной в Абхазский католикосат.
VI век был периодом формирования учений в церквях Кавказа. К концу V века грузины, вместе с армянами и кавказскими албанами, приняли «Энотикон Зенона» и остались на стороне с Византией. К середине VI века армяне начали отклоняться от халкидонского веры, которое предпочитали грузины. К концу VI века произошла церковный раскол между армянскими и грузинскими епископами. Грузины подтвердили халкидонское исповедание веры, в то время как армяне предпочли миафизитство.
В VIII веке центр грузинского христианства и монашества, под руководством Григория Хандзтийского, временно переместился из Мцхеты в Тао-Кларджети.

## Православие

Монастырский комплекс Гелати недалеко от Кутаиси, был одним из крупнейших культурных и интеллектуальных центров Грузии. При нем работала академия, в которой работали самые известные грузинские ученые, богословы и философы.

К Грузинской православной церкви принадлежит большинство населения Грузии, исповедующее православие.
До принятия закона 2011 года, предоставляющего всем религиозным деноминациям право юридического лица, Грузинская православная церковь имела определённые преимущества в силу заключённого в 2001 году с правительством конкордата о привилегиях.
На большие православные праздники в Грузии имеет место практика помилования заключённых, содержащихся в тюрьмах.
На территории страны действуют около двух десятков старообрядческих общин, юрисдикционно относящихся как к Русской православной старообрядческой церкви в Румынии (Зугдийская епархия), так и Русской Древлеправославной церкви.

## Армянская церковь
Только в Грузии, по последним данным, проживает около 250 тыс. армян. Католикос всех армян Гарегин II неоднократно поднимал вопрос о возобновлении богослужений в шести армянских храмах (пять из них находятся в Тбилиси и один — на юге страны). Патриарх Илия II заявил, что требования Гарегина II будут удовлетворены «только после того, как грузинская епархия в Армении получит тот же статус и ей будут переданы несколько церквей на севере Армении».
Отмечаются случаи вандализма в отношении армянских храмов на территории Грузии, участившиеся после принятия закона 2011 года о свободной регистрации религиозных деноминаций.

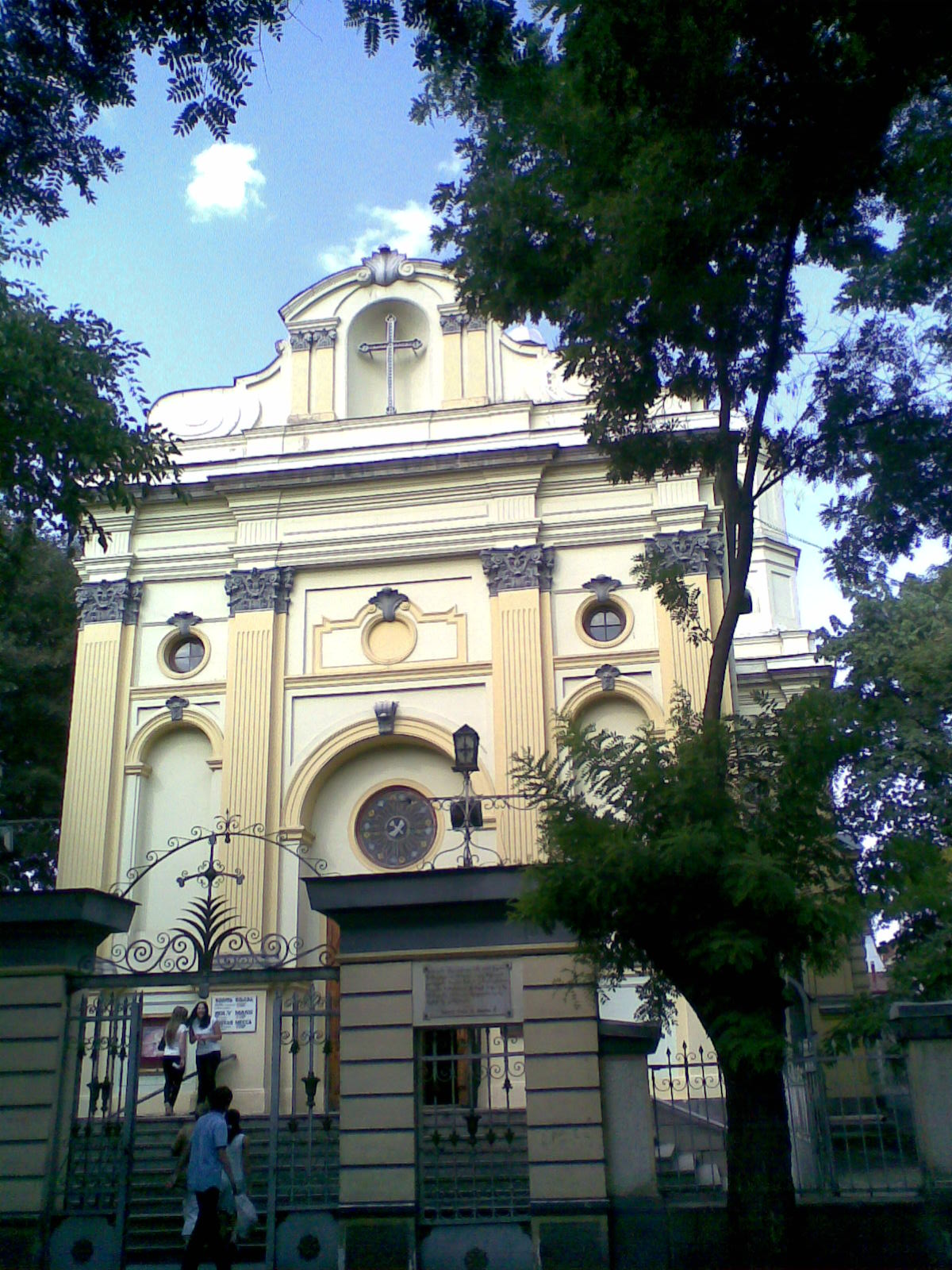
Собор святых Петра и Павла, Тбилиси, Грузия

## Католицизм
Численность католиков в Грузии составляет около 100 тысяч человек.

## Протестантизм
Первыми протестантами на территории современной Грузии были немцы-лютеране, которые стали селиться в крае, начиная с 1817 года. В 1867 году в Тифлисе бывший молоканин Никита Воронин был перекрещён по баптистскому обряду, став первым русским баптистом. С 1904 года свою проповедь в Грузии ведут адвентисты. Ок. 1929 года в Грузии возникла первая пятидесятническая церковь.
В настоящее время в стране проживают, по разным оценкам, от 20 до 34 тыс. протестантов и прихожан свободных не деноминационных церквей. Самые крупные группы из них представляют пятидесятники (12,3 тыс.) и баптисты (10 тыс.).

## Примечание
1. ↑  В Грузии на праздник Успения будут помилованы более ста заключенных. Дата обращения: 27 октября 2013. Архивировано 27 ноября 2011 года.
2. ↑  В Грузии совершен очередной акт вандализма в отношении армянской церкви. Дата обращения: 27 октября 2013. Архивировано 27 ноября 2011 года.
3. ↑  Christian Population as Percentages of Total Population by Country (англ.). Pew Research Center (январь 2011). Дата обращения: 15 марта 2014. Архивировано 7 января 2012 года.
4. 1 2  Jason Mandryk. Georgia // Operation World: The Definitive Prayer Guide to Every Nation. — InterVarsity Press, 2010. — 978 p. — (Operation World Set). — ISBN 0-8308-5724-9.
5. ↑  Серго Наморадзе. Протестантизм на Кавказе // Назим Музаффарли, Эльдар Исмаилов и др. Кавказ и Глобализация : Журнал социально-политических и экономических исследований. — Лулео: CA&CC Press, 2008. — Т. 2, вып. 3. — С. 169—181. — ISSN 1817-7100. Архивировано 18 марта 2022 года.